# Magbasite
La magbasite è un minerale.